# James Corden
James Kimberley Corden (OBE, sinh ngày 22 tháng 8 năm 1978) là một nam diễn viên, nghệ sĩ hài kiêm người dẫn chương trình truyền hình người Anh. 

## Sự nghiệp

### Điện ảnh
| Năm  | Tựa đề                                      | Vai diễn                        | Ghi chú                   |
| ---- | ------------------------------------------- | ------------------------------- | ------------------------- |
| 1997 | Twenty Four Seven                           | Carl ‘Tonka’ Marsh              |                           |
| 1999 | Whatever Happened to Harold Smith?          | Walter                          |                           |
| 2002 | All or Nothing                              | Rory                            |                           |
| 2002 | Heartlands                                  | Shady                           |                           |
| 2005 | Pierrepoint                                 | Kirky                           |                           |
| 2006 | Heroes and Villains                         | Sam                             |                           |
| 2006 | The History Boys                            | Timms                           |                           |
| 2006 | Starter for 10                              |                                 |                           |
| 2008 | How to Lose Friends & Alienate People       |                                 |                           |
| 2009 | Lesbian Vampire Killers                     | Fletch                          |                           |
| 2009 | Telstar                                     | Clem Cattini                    |                           |
| 2009 | The Boat That Rocked                        | Bernard                         | Chỉ trong cảnh bị lược bỏ |
| 2009 | Planet 51                                   |                                 |                           |
| 2010 | Gulliver's Travels                          | Jinks                           |                           |
| 2010 | Animals United                              | Chồn meerkat Billy (lồng tiếng) | Lồng tiếng Anh            |
| 2011 | The Three Musketeers                        |                                 |                           |
| 2013 | One Chance                                  | Paul Potts                      |                           |
| 2013 | Begin Again                                 | Steve                           |                           |
| 2014 | Into the Woods                              |                                 |                           |
| 2015 | Kill Your Friends                           |                                 |                           |
| 2015 | The Lady in the Van                         |                                 |                           |
| 2016 | Norm of the North                           | Laurence (lồng tiếng)           | Phiên bản Anh Quốc        |
| 2016 | Trolls                                      | Biggie (lồng tiếng)             |                           |
| 2017 | The Emoji Movie                             | Hi-Five (lồng tiếng)            |                           |
| 2018 | Ralph Breaks the Internet: Wreck-It Ralph 2 |                                 | Sản xuất                  |
| 2018 | Peter Rabbit                                | Peter Rabbit (lồng tiếng)       | Sản xuất                  |
| 2018 | Ocean's Eight                               |                                 | Hậu kỳ                    |

### Truyền hình
| Năm       | Tựa đề                                 | Vai diễn       | Ghi chú                       |
| --------- | -------------------------------------- | -------------- | ----------------------------- |
| 1996      | Out of Tune                            | Lee            | Tập phim: "1.1"               |
| 1998      | Renford Rejects                        | Razor #1       | Tập phim: "Don Bruno"         |
| 1999      | Boyz Unlimited                         | Gareth         | 6 tập                         |
| 2000      | Hollyoaks                              | Wayne          | Tập phim: "1.524"             |
| 2000–2005 | Fat Friends                            | Jamie Rymer    | 20 tập                        |
| 2001      | Jack and the Beanstalk: The Real Story |                |                               |
| 2001–2003 | Teachers                               | Jeremy         | 9 tập                         |
| 2002      | Cruise of the Gods                     | Russell        |                               |
| 2004      | Little Britain                         | Dewi Thomas    | Tập phim: "2.3"               |
| 2004      | Dalziel and Pascoe                     | Ben Forsythe   | Tập phim: "The Price of Fame" |
| 2007–2010 | Gavin & Stacey                         |                | 20 tập; biên kịch, sản xuất   |
| 2009      | Horne & Corden                         | Nhiều nhân vật | 6 tập; biên kịch              |
| 2009      | The Gruffalo                           |                |                               |
| 2010–nay  | A League of Their Own                  | (Chính anh ấy) | 67 tập                        |
| 2010–2011 | Doctor Who                             | Craig Owens    | 2 tập                         |
| 2011      | Little Charley Bear                    |                | 22 tập                        |
| 2011      | The Gruffalo's Child                   |                |                               |
| 2012      | Stella                                 | Steven         | Tập phim: "1.10"              |
| 2013–2014 | The Wrong Mans                         | Phil Bourne    | 8 tập; biên kịch              |
| 2014      | The Guess List                         | Khác mời       | Sê-ri 1, Tập 1                |
| 2015      | Roald Dahl's Esio Trot                 | Lồng tiếng     |                               |
| 2015–nay  | The Late Late Show with James Corden   | (Chính anh ấy) | Biên kịch, sản xuất           |
| 2015-2016 | Very British Problems                  | (Chính anh ấy) | 7 tập                         |
| 2016      | 70th Tony Awards                       | (Chính anh ấy) |                               |
| 2016      | Matilda and the Ramsay Bunch           | Khách mời      | Sê-ri 2, Tập 4                |
| 2016      | John Bishop: In Conversation With...   | Khách mời      | Sê-ri 1, Tập 1                |
| 2017      | Giải Grammy lần thứ 59                 | (Chính anh ấy) | MC, tường thuật trực tiếp     |

### San khấu
| Năm  | Tựa đề                | Vai diễn         | Địa điểm                                                        |
| ---- | --------------------- | ---------------- | --------------------------------------------------------------- |
| 1996 | Martin Guerre         |                  | Prince Edward Theatre                                           |
| 2004 | The History Boys      | Timms            | Lyttelton Theatre, Royal National Theatre, Luân Đôn             |
| 2006 | The History Boys      | Timms            | Lyric Theatre, Hong Kong Academy for Performing Arts, Hồng Kông |
| 2006 | The History Boys      | Timms            | St James, Wellington                                            |
| 2006 | The History Boys      | Timms            | Sydney Theatre, Sydney                                          |
| 2007 | The History Boys      | Timms            | Broadhurst Theatre, Broadway                                    |
| 2007 | A Respectable Wedding |                  | Young Vic, South Bank, Luân Đôn                                 |
| 2011 | One Man, Two Guvnors  | Francis Henshall | Lyttelton Theatre, Royal National Theatre, Luân Đôn             |
| 2011 | One Man, Two Guvnors  | Francis Henshall | Waterside Theatre, Aylesbury                                    |
| 2011 | One Man, Two Guvnors  | Francis Henshall | Theatre Royal, Plymouth                                         |
| 2011 | One Man, Two Guvnors  | Francis Henshall | Lowry Theatre, Salford                                          |
| 2011 | One Man, Two Guvnors  | Francis Henshall | New Alexandra Theatre, Birmingham                               |
| 2011 | One Man, Two Guvnors  | Francis Henshall | King's Theatre, Edinburgh                                       |
| 2011 | One Man, Two Guvnors  | Francis Henshall | Adelphi Theatre                                                 |
| 2012 | One Man, Two Guvnors  | Francis Henshall | Music Box Theatre, Broadway                                     |

### Trò chơi điện tử
| Năm  | Tựa đề   | Lồng tiếng |
| ---- | -------- | ---------- |
| 2008 | Fable II | Monty      |

### Video ca nhạc
| Năm  | Tựa đề                    | Nghệ sĩ           |
| ---- | ------------------------- | ----------------- |
| 2011 | "Happy Now"               | Take That         |
| 2011 | "Mama Do the Hump"        | Rizzle Kicks      |
| 2016 | "Can't Stop the Feeling!" | Justin Timberlake |

## Các tác phẩm đã xuất bản
- Corden, James (2011). May I Have Your Attention, Please?: The Autobiography. London: Century. ISBN 978-1846059353. OCLC 751720297.